# Krappenhofen
Krappenhofen ist ein Ortsteil der Gemeinde Seubersdorf im Landkreis Neumarkt in der Oberpfalz. Der Ort hatte im Dezember 2024 947 Einwohner.

## Lage
Krappenhofen liegt rund 2,3 Kilometer östlich von Seubersdorf.

## Geschichte
Der Ortsname mit der Endung hofen deutet auf eine Erschließung in der Zeit der Karolinger hin. Krappenhofen wurde erstmals als Chraphenhouen in einer Urkunde von Kaiser Otto IV. vom 11. Mai 1212 in einem Güterverzeichnis des Schottenklosters St. Jakob zu Regensburg erwähnt. Damit unterstand es den Äbten dieses Klosters. In einem Schirmbrief vom 16. Februar 1213 für das Schottenkloster wird ein hiesiger Hof als Besitz von St. Jakob in Regensburg genannt.
Bischof Konrad von Regensburg, der am 22. April 1217 das Johanniterspital von Regensburg in seinen Schutz nahm, führte unter den Spitalgütern auch die Besitzung in Krappenhoven auf. Für dieses Anwesen stellte dann Abt Otto von St. Jakob im Jahr 1273 einen Lehensbrief für Konrad von Parsberg aus. Die Parsberger Ritter ließen sich dieses Erbe 1309 bei der Landschranne zu Kallmünz bestätigen. Die Herren von Parsberg besaßen in Krappenhofen auch eine Hube. Dies geht aus einem Brief hervor, den Eiban der Vitztum von Lengenfeld im Jahre 1309 für Dietrich von Parsberg ausstellte. 1320 gehörte ein Halbhof des Ortes zum Kloster Pielenhofen. Dabei handelte es sich um eine sogenannte Galgenhube, sein Ertrag diente zum Unterhalt der Hochgerichtsstätte bei Seubersdorf nahe dem als Große Bockslohe bezeichneten Waldstück.
Aus einem Kaufbrief vom 2. Februar 1348 geht hervor, dass im 14. Jahrhundert die Herren von Kümmersbruck in Krappenhofen ein Gut besaßen. Ein Gebhard der Kemmerspruker, seine Frau Hedwig und seine Kinder Konrad und Agnes verkauften für 60 Pfund Heller ihren Hof zu Crapenhoven an die geistlichen Frauen Elsbeth die Zoendinne (Zant) und Agnes und Elsbeth die Chaucherinne vom Kloster Pielenhofen. Nach dem Tod der Klosterfrauen ist der Hof dem Zisterzienserkloster Pielenhofen zugefallen. 1417 wird das Katharinenspital des Stifts St. Johann in Regensburg im Besitz eines Eigenhofes in Krappenhofen genannt.
Im Jahr 1539 wird eine Gebietsstreitigkeit um Gehölze bei Krappenhofen urkundlich. Die Herren von Parsberg stritten sich dabei mit den Herren Wispeck von Velburg um Wald- und Wildbannrechte. Diese Ansicht teilte 1549 auch das Herzogtum Pfalz-Neuburg und entzog den Parsbergern schließlich den Wildbann um Krappenhofen. Ende des Jahres 1534 oder Anfang 1535 brannte Krappenhofen nieder: Gotteshaus ganz und gar sambtdem Dorf verprunnen!
Nach dem Einkünftebuch der Herrschaft Parsberg aus dem Jahre 1552 gehörte einem Hans Greimwolt von Krappenhofen zu den Grundholden von Parsberg. Er hatte an Haug von Parsberg jährlich ein Schaff und 15 Metzen Korn und das gleiche Maß an Hafer abzuliefern.
1836 bestand das Dorf Krappenhofen aus 12 Häusern und einer Filialkirche (St. Katharina). Im Bayerischen Ortsverzeichnis von 1840 wird der Ort mit ebenfalls 12 Anwesen mit 74 Einwohnern angegeben. Zu dieser Zeit gehörte Krappenhofen zum Landgericht Parsberg und der Pfarrei Eichenhofen. Bis zum Jahr 1904 stieg die Anzahl der Wohngebäude auf 20 mit 120 Einwohnern an. Im Jahr 1870 wurde in der Ortsmitte ein Brunnen mit einer Tiefe von 30,5 Metern gegraben. 1953 wurde Krappenhofen an die Seubersdorfer Wasserversorgung angeschlossen. Seit 1991 wurde der Brunnen überdacht und es wird das alljährliche Brunnenfest gefeiert. Seit dem Jahr 1878 ununterbrochen bis heute besteht am Anwesen Krappenhofen Nr. 4 eine Gastwirtschaft.
Am 1. Juli 1976 wurde die Gemeinde Schnufenhofen, zu der Krappenhofen gehörte, eingemeindet.

## Filialkirche St. Katharina
Die katholische Filialkirche St. Katharina wurde in der ersten Hälfte des 18. Jahrhunderts, vermutlich um das Jahr 1750, erbaut. Beim Bau wurden Mauern aus dem 16. Jahrhundert einbezogen. In der Kirche befinden sich drei barocke Altäre. Aus früheren Zeiten ist in der Kirche zu Ehren der Muttergottes und der hl. Katharina lediglich eine Glocke aus dem 15. Jahrhundert erhalten geblieben.